# Hipra
 (octobre 2019).
Hipra entreprise pharmaceutique vétérinaire espagnole fondée en 1971.
Elle a été mise en cause pour maltraitances sur des juments poulinières dans le cadre de son approvisionnent en gonadotrophine chorionique équine.

## Histoire
En 2011, Hipra compte 18 filiales dans le monde et deux usines, une en Espagne, la seconde au Brésil. Sa filiale française est installée à Nantes. D'après Le Point Vétérinaire, ce groupe est leader de son marché dans la Péninsule Ibérique.

## Produits
Ce groupe commercialise des produits de santé vétérinaires uniquement destinés aux animaux de rente
Grâce à Hipra, l’Espagne espère lancer son vaccin anti-Covid-19 à la fin de l’année 2021, avec un feu vert européen en octobre.

## Fermes à sang
Hipra est connu pour se fournir en hormones gonadotrophine chorionique équine dans les fermes à sang de la société Syntex, accusée de cruauté envers les juments poulinières (avortements à vif, absence de soins vétérinaires, ponctions sanguines mettant la vie en danger) : selon la journaliste de Libération Sarah Finger, malgré de multiples alertes, la multinationale n'a jamais répondu à ce sujet.